# دورا راتجين
هاينريش راتجين  (بالألمانية: Dora Ratjen)‏٬ (20 نوفمبر 1918 - 22 أبريل 2008) دورا راتجين، هو اسم شهير لرياضية ألمانية وبطلة أولمبية، شاركت في المسابقات الدولية والبطولات المحلية للسيدات، قبل أن يكتشف الجميع بالصدفة البحتة أنها رجل!

## بداية حياته
في 22 من نوفمبر من عام 1918، رزقت عائلة راتجين بمولود له أعضاء تناسلية مشوهة، دفعت الداية إلى اعتباره ذكرا في البداية، قبل أن تعدل قرارها وتشير إليه كأنثى، ليلقب المولود باسم فتاة هو دورا، ويعيش على هذا الوضع لسنوات طويلة، وعلى الرغم من تشكك دورا في جنسه، وخاصة مع بلوغه عامه الـ11 عندما لاحظ أنه ولد وليس فتاة، إلا أن ذلك لم يجعله يوما يفصح عما بداخله، باعتبار أن التحدث في الأمور المرتبطة بالجنس كان من الأشياء المحرجة في مثل هذا الوقت. 
المثير أن الحالة العجيبة، التي اضطر دورا أن يعيش بها سنوات مراهقته كاملة، لم تمنعه من ممارسة الرياضة، وتحديدا رياضة الوثب العالي بكل احترافية، ولكن في بطولات السيدات، إذ شارك بين أعوام 1936 و1939 في عدة بطولات أوروبية وعالمية، من بينها أولمبيات برلين لعام 1936، التي حقق فيها المركز الرابع، وفي عام 1938، شهدت بطولة أوروبا للسيدات، تحقيق دورا لإنجاز جديد، حين حصد الميدالية الذهبية بقفزة بلغت نحو 1.67 مترا، في رقم قياسي لم يحقق من قبل، إلا أن تلك النجاحات المدوية لم تستمر طويلا، حينما انكشف سر دورا بالصدفة البحتة في القطار السريع.

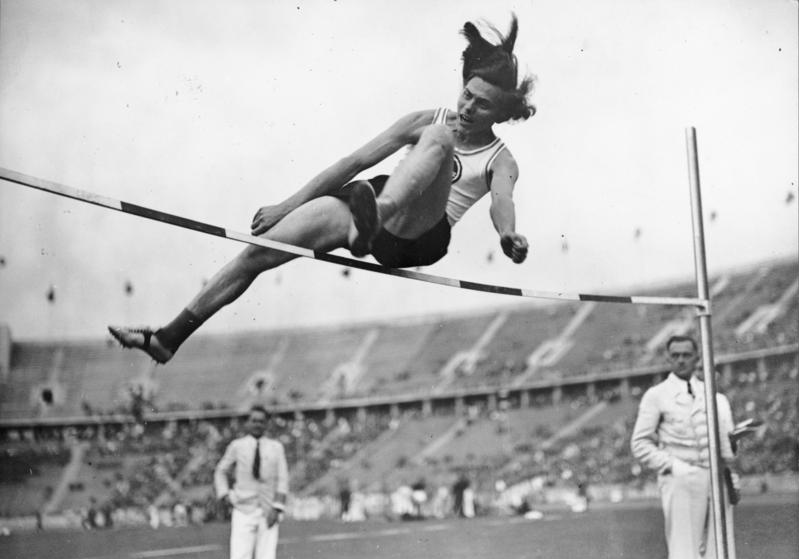
فوز راتجين بـ 1.63 متر في بطولة ألعاب القوى الألمانية لعام 1937.

## اكتشاف سره
في21 من شهر سبتمبر لعام 1938، كان البطل الرياضي على موعد مع ما غير حياته تماما للأبد، فبينما كان على متن القطار السريع المتجه من مدينة فيينا إلى كولونيا، اشتبه مسؤول التذاكر بالقطار في دورا، وأبلغ الشرطة بوجود رجل يرتدي زي فتاة، لذا قامت الشرطة على الفور بإلقاء القبض عليه، موجهة إليه تهمة الاحتيال والتزوير، في هذا الوقت، لم يجد دورا أمامه إلا البوح بقصته كاملة، ولكن بعد تردد شديد، أنهاه بالاعتذار عن ممارسة الرياضة من جديد، الأمر الذي حسم بعد كشف الأطباء على دورا، وبعد حكم القضاء الذي أشار إلى عدم ثبوت تهمة الاحتيال عن عمد عليه.

## نهاية حياته
منذ ذلك الحين، عاش هاينريش أخيرا في ثوب الرجل، إذ عمل في متجر والديه، ورفض أن يدلي بأي تصريحات صحفية حتى توفى في عام 2008، عن عمر يناهز الـ90، بعد حياة مديدة وعجيبة، عاش بدايتها باسم دورا الفتاة الرياضية، التي أثارت الجدل بملامحها الرجولية، وأكملها باسم هاينريش، الرجل الهادئ الذي مات عجوزا في صمت ووقار.

## وصلات خارجية
- دورا راتجين على موقع اللجنة الأولمبية الدولية (الإنجليزية)
- دورا راتجين على موقع أوليمبيديا (الإنجليزية)

دورا راتجين.. البطلة الأوليمبية التي اكتشف الجميع "رجولتها".